# 驻扎官
，或译为参政司，是需要在另一个国家或地区永久居留的政府官员。作为政府的代表，他正式行使外交职能，这通常被视为间接统治的一种形式。
近代早期，欧洲列强通过殖民活动建立一系列保护国，宗主国常在保护国派驻驻扎官，监督当地统治者贯彻宗主国的政令。该职务最初起源于派驻外国的外交使节，随着双方关系的演变而成为类似于“总督”的角色。驻扎官通常领导一个称为驻地的行政区域。“驻地”也可以指驻地间谍，即间谍活动基地的负责人。
清代在藩部所设的驻扎大臣，日本萨摩藩派驻的琉球在番奉行也有类似的职能。直至清末，被派驻“总理朝鲜交涉通商事宜”的袁世凯认为自己的职责相当于“驻扎官”而非“公使”。